# Sophie Reimarus
Christina Sophia Louise Reimarus (* 14. April 1742 in Pinneberg; † 30. September 1817 in Hamburg) war eine deutsche Vordenkerin der Aufklärung.

## Leben und Wirken

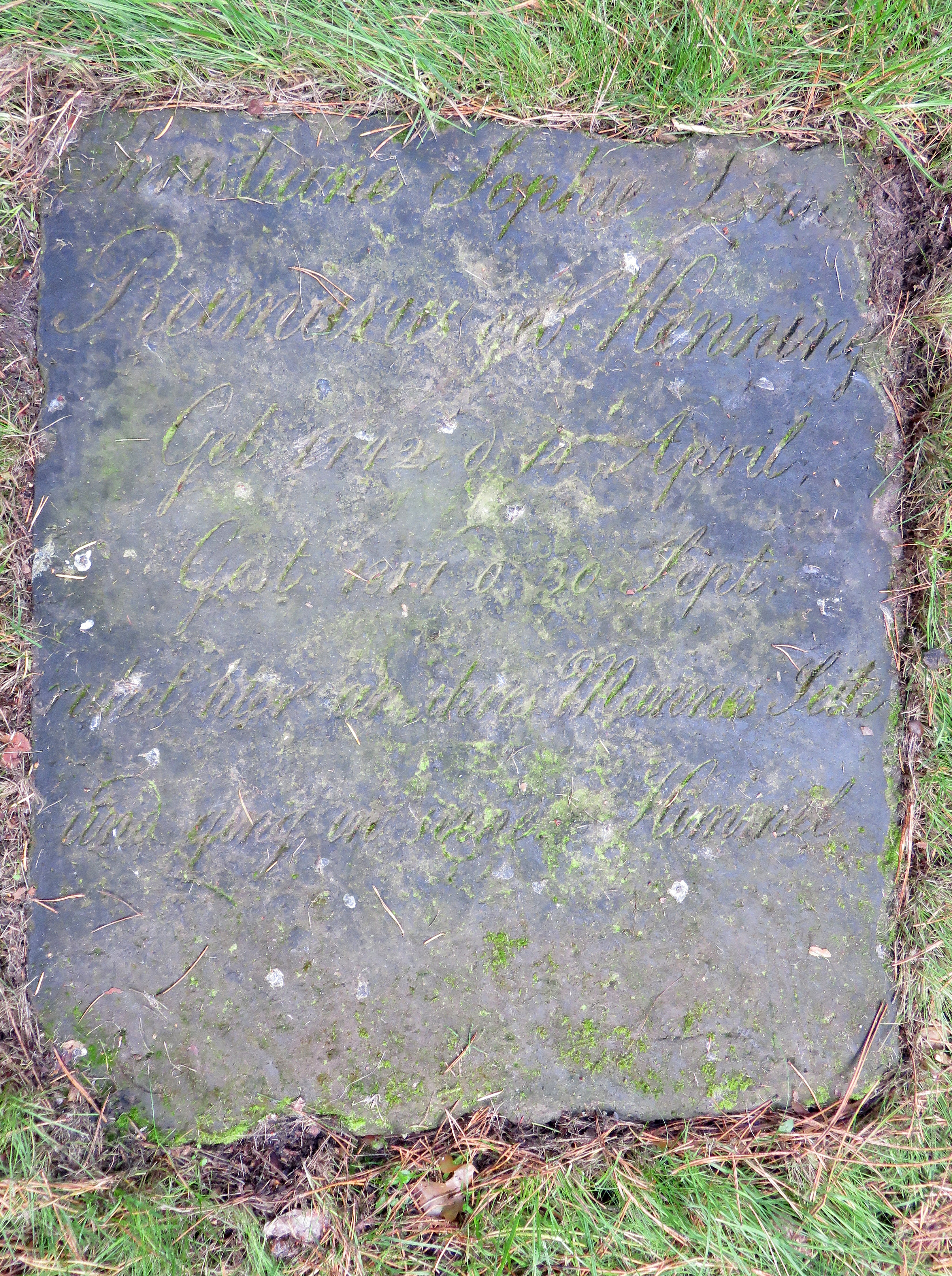
Stele-Fragment Christiane Sophie Louise Reimarus, Familiengrabanlage Sieveking auf dem Friedhof Ohlsdorf

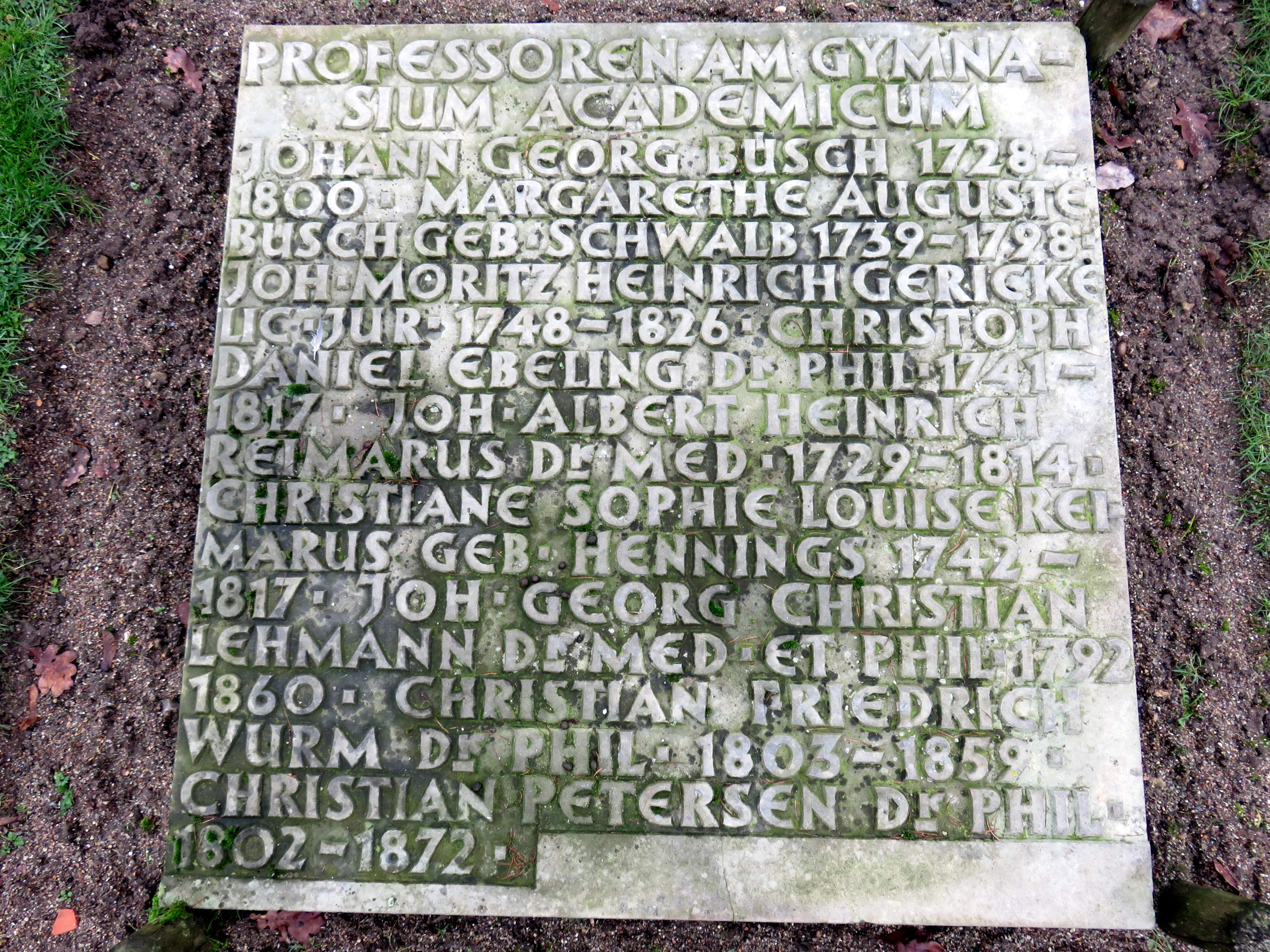
Sammelgrabmal Althamburgischer Gedächtnisfriedhof

Sophie Reimarus war die Tochter des Beamten Martin Hennings, der beim Dänischen Gesamtstaat in Dienst stand. Ihr jüngerer Bruder war der Politiker und Publizist August Adolph von Hennings. Die Familie zog 1770 nach Hamburg, wo Sophie Reimarus im selben Jahr den Hamburger Arzt Johann Albert Heinrich Reimarus heiratete, der sie gegen die Pocken geimpft hatte und aus erster Ehe die Tochter Johanna Margaretha hatte. Mit der Heirat erweiterte sich der Freundes- und Bekanntenkreis Sophie Reimarus’ um literarisch, philosophisch und politisch äußerst engagierte Personen. Dazu zählten ihr Schwiegervater Hermann Samuel Reimarus und dessen Tochter Elise, die eng mit Gotthold Ephraim Lessing und Moses Mendelssohn befreundet war.
Sophie Reimarus war Gastgeberin eines „Theetischs“, der zum Ziel vieler Besucher wurde und sich zu einem der Mittelpunkte der Aufklärung in der Hansestadt entwickelte. Zu ihren regelmäßigen Gästen zählten Caspar Voght, Johann Georg Büsch, Friedrich Gottlieb Klopstock, Karl Leonhard Reinhold und Karl August Böttiger. Sie führte Briefwechsel mit ihrem Bruder August Hennings sowie Adolph Knigge. Ihr Bruder sammelte die Briefe von 1779 bis 1802 und kommentierte sie stellenweise. Die Schriften zeigen Reimarus als vielseitig interessierte und gebildete Frau, die das Zeitgeschehen eigenständig begleitete und die Grundprinzipien und Werte der Aufklärung sowie der Amerikanischen und Französischen Revolution vertrat.
Reimarus’ Tochter Christine heiratete 1796 Karl Friedrich Reinhard, der 1799 kurzzeitig Außenminister war.
Auf  dem Ohlsdorfer Friedhof befindet sich in einem 2018 neu entstandenen Grabstein-Stapel im Bereich der  Sieveking-Familiengrabanlage (Planquadrat S 25 / 26) ein Fragment der Stele für Sophie Reimarus neben der ihres Ehemannes (ursprünglicher Standort St. Petri-Kirchhof).
Auf dem Areal des Althamburgischen Gedächtnisfriedhofs wird auf der Sammelgrab-Steinplatte Professoren am Gymnasium Academicum an das Ehepaar Reimarus erinnert.